# Lasioserica tricuspis
Lasioserica tricuspis är en skalbaggsart som beskrevs av Ahrens 2000. Lasioserica tricuspis ingår i släktet Lasioserica och familjen Melolonthidae. Inga underarter finns listade i Catalogue of Life.